# Олень Давида
Олень Давида, или милу, или элафурус (лат. Elaphurus davidianus) — редкий вид оленя, в настоящее время известен только в условиях неволи, где медленно размножается в различных зоопарках мира и интродуцирован в заповеднике в Китае. Зоологи предполагают, что первоначально этот вид жил в болотистых местах северо-восточного Китая.

## Описание
Довольно крупный олень, длина тела составляет 150–215 см, высота на уровне плеч 115–140 см, масса тела — 150–200 кг, длина хвоста около 50 см. Верхняя часть в летнее время окрашена в охровый или красновато-коричневый цвет, брюхо светло-бурое. В зимнее время спина становится более шерстистой и меняет окраску на серо-рыжую, брюхо становится ярко-кремового цвета. Одной из уникальных особенностей вида является наличие длинных волнистых круглогодичных остевых волос (длинных, жёстких, наиболее толстых волос мехового покрова). На спине вдоль позвоночника имеется тёмная продольная полоса.
Голова нетипично длинная и узкая, глаза маленькие и выразительные, уши заострённые на конце. Вокруг глаз и губ кожа светло-серая, у самцов спереди на шее имеется небольшая грива. Ноги длинные; копыта широкие, с длинной пяточной частью, могут широко раздвигаться, боковые копытца развиты хорошо и касаются почвы при ходьбе по мягкому грунту. В целом копыта хорошо приспособлены для ходьбы по болотистым местам. Хвост напоминает ослиный, с кисточкой на конце. Рога самцов крупные, в поперечном сечении округлые, уникальные среди оленей — в средней части основной ствол разветвляется, отростки всегда направлены назад. Другой необычной особенностью рогов является то, что они могут меняться дважды в год — первая пара появляется летом и сбрасывается в ноябре; вторая пара появляется в январе (а может и не появиться) и сбрасывается через несколько недель. Самки рогов не имеют.

## История
Рог доисторического элафуруса обнаружен в плиоценовых (3,6 млн лет назад) отложениях Куруксая в Таджикистане. Животное жило по соседству с травоядными жирафами сиватериями, лошадьми Стенона и древними антилопами. В тех же местах обитали крупные плотоядные гиены пахикрокуты и саблезубые кошки гомотерии (Homotherium crenatidens).
В Европе олени Давида впервые появились в середине XIX века благодаря французскому священнику, миссионеру и натуралисту Арману Давиду, который путешествовал в Китай и увидел этих оленей в закрытом и тщательно охраняемом императорском саду. К тому времени в дикой природе данный вид уже вымер, как полагают, в результате неконтролируемой охоты во времена династии Мин (1368—1644). В 1869 году император Тунчжи подарил несколько особей этих оленей Франции, Германии и Великобритании. Во Франции и Германии олени вскоре погибли, а в Великобритании они выжили благодаря 11-му герцогу Бедфорд, который содержал их в своей усадьбе Уоберн-Эбби. 
К тому времени в самом Китае произошли два события, в результате которых оставшиеся императорские олени полностью погибли. В 1895 году случилось наводнение вследствие разлива Хуанхэ, испуганные животные вырвались из парка через образовавшийся пролом в стене, после чего многие из них утонули в реке, а большинство остальных были убиты и съедены голодающими крестьянами, оставшимися без посевов. Немногочисленные уцелевшие тогда животные были уничтожены во время Боксёрского восстания в 1900 году. 
Дальнейшее воспроизводство оленей Давида идёт от оставшихся в Великобритании 16 особей, которых стали постепенно разводить в разных зоопарках мира, в том числе, начиная с 1964 года, в зоопарках Москвы и Санкт-Петербурга. К 1930-м годам популяция вида составляла порядка 180 особей, а в настоящее время насчитывается около 2000 животных, в основном в Китае. В ноябре 1985 года группа животных была интродуцирована в заповедник Дафэн-Милу (англ. Dafeng Milu Reserve) возле Пекина, где они, предположительно, когда-то жили. По состоянию на 2006 год в этом заповеднике на полувольном содержании обитало около 900 оленей Давида. В дикой природе в Китае, в провинциях Хубэй и Хунань, в 2015 году насчитывалось около 600 оленей в 4 свободно живущих популяциях, произошедших от животных, сбежавших с ферм по разведению и из заповедников.
Генетические исследования 2017 года, проведённые на шкурах двух оленят, добытых в 1868 году на о. Хайнань и хранящихся в музейной коллекции, показали, что это дикие милу из последней дикой популяции, вероятно, вскоре вымершей. До этого времени считалось, что эти шкуры принадлежат местному подвиду оленя-лиры. Согласно данным исследованиям, родоначальником стада милу из императорского сада Пекина могла быть последняя дикая популяция с острова Хайнань. Авторы статьи рассматривают также версию, что это шкуры оленят Давида, которые были нелегально вывезены из императорского сада.

## Образ жизни
В отличие от большинства других представителей семейства, олень Давида любит подолгу находиться в воде и хорошо плавает. 
Во время брачного сезона самцы устраивают поединки за самку, во время борьбы используют не только рога и зубы, но также и задние конечности. 
В условиях содержания в вольерах многие самки вынашивают не более 2—3 телят за свою жизнь.

## Галерея

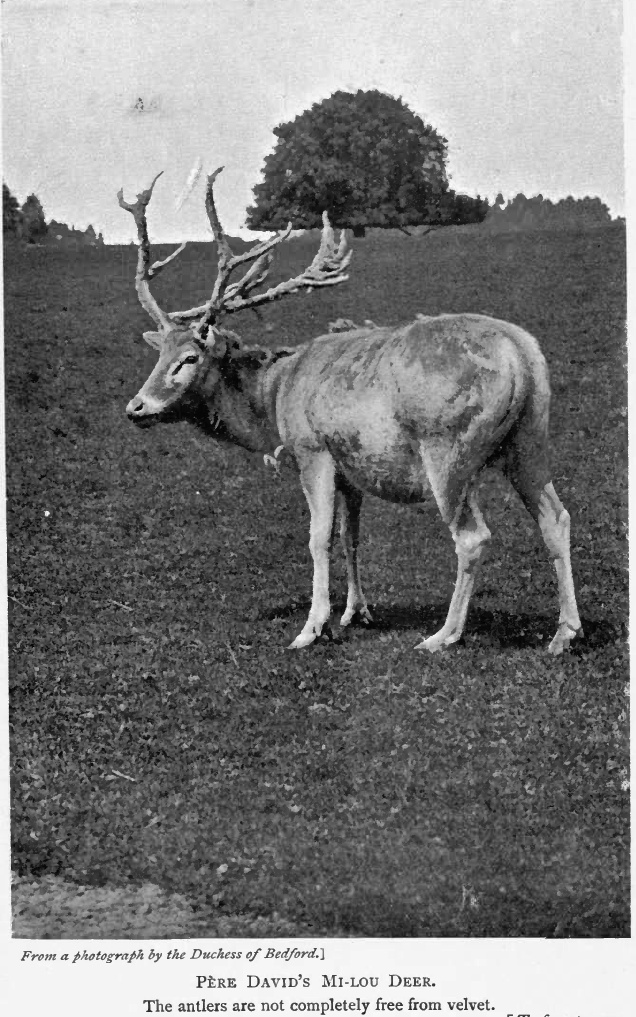
Фотография оленя Давида, сделанная в 1903 году
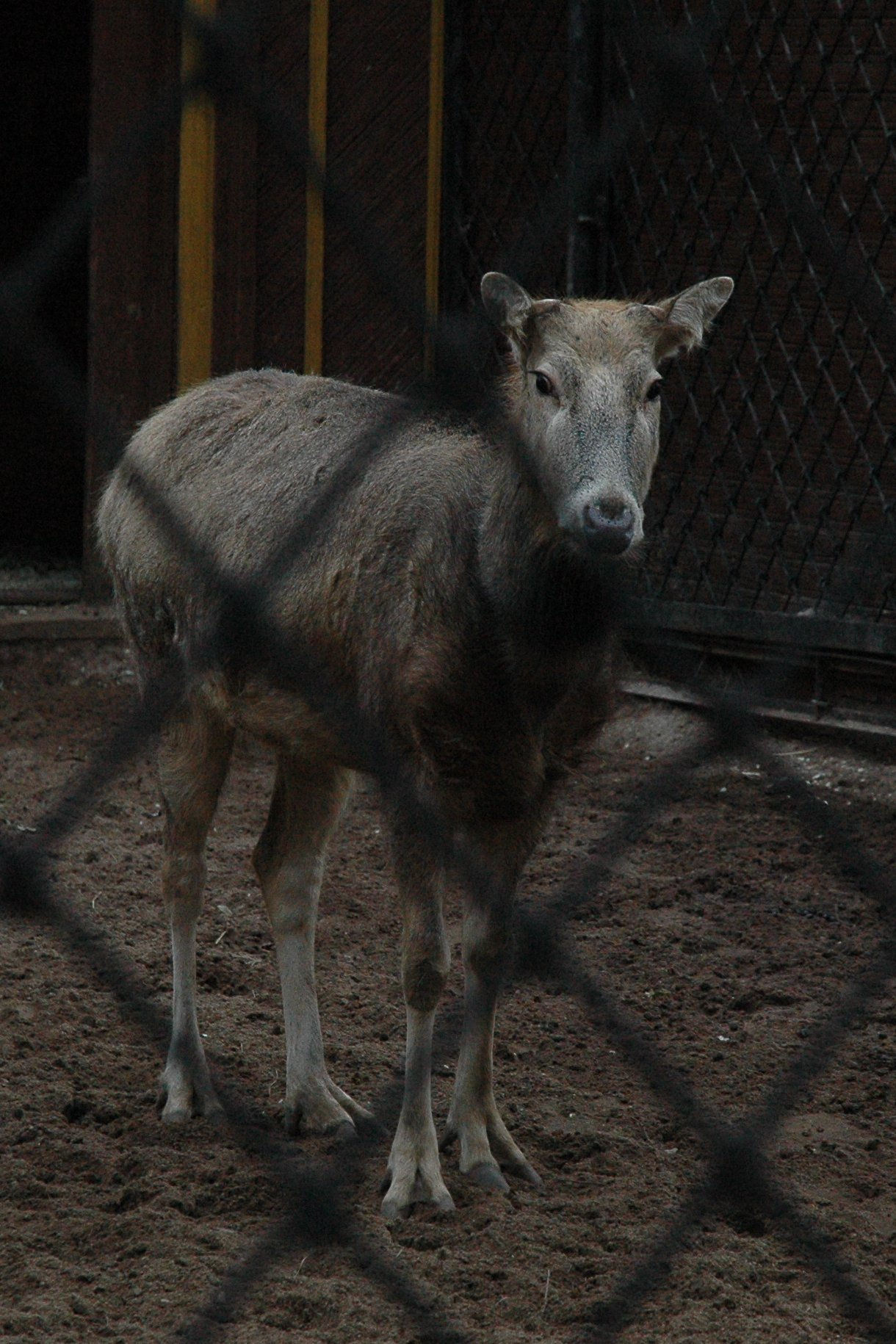
Самец оленя Давида в Санкт-Петербургском зоопарке
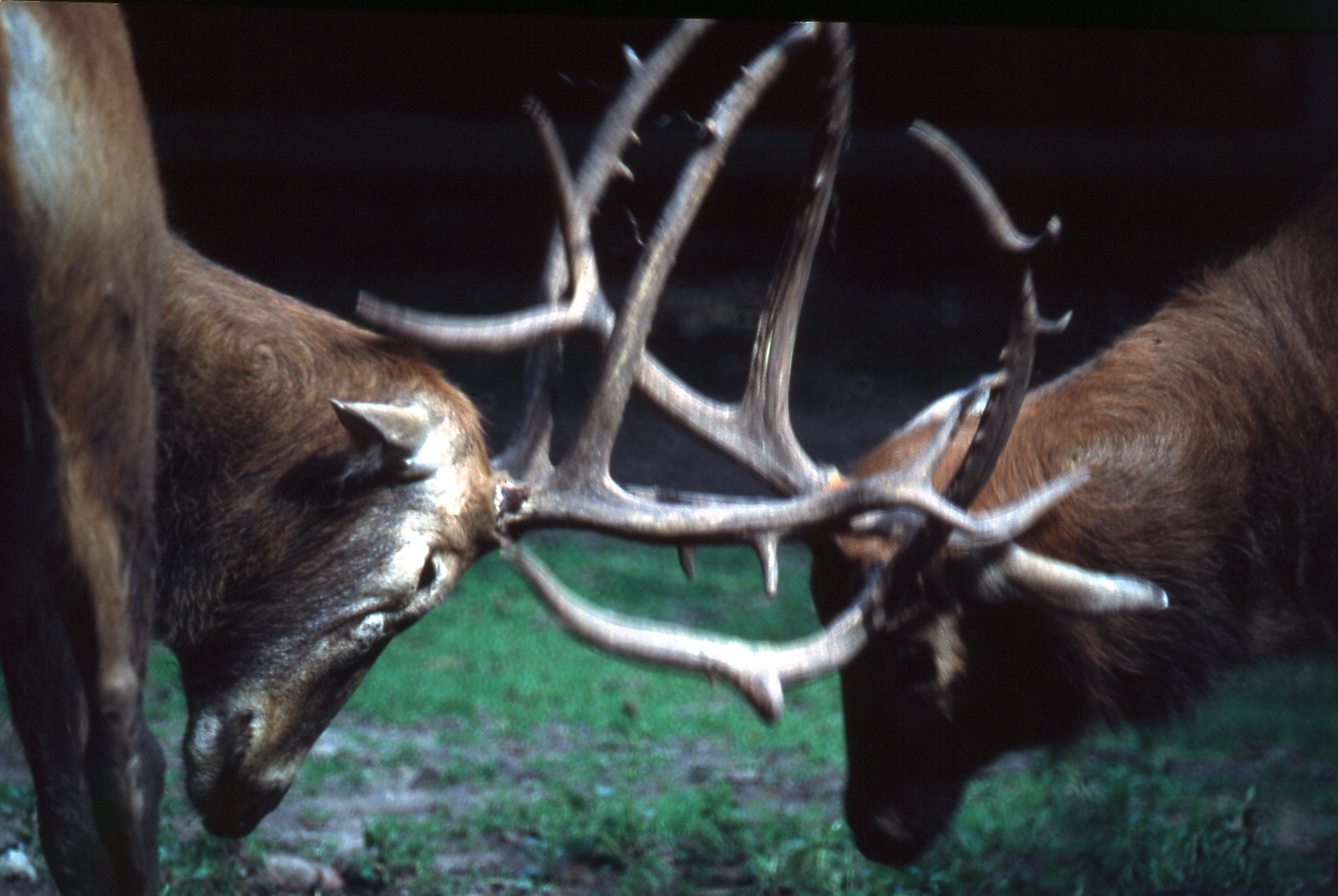
Поединок самцов
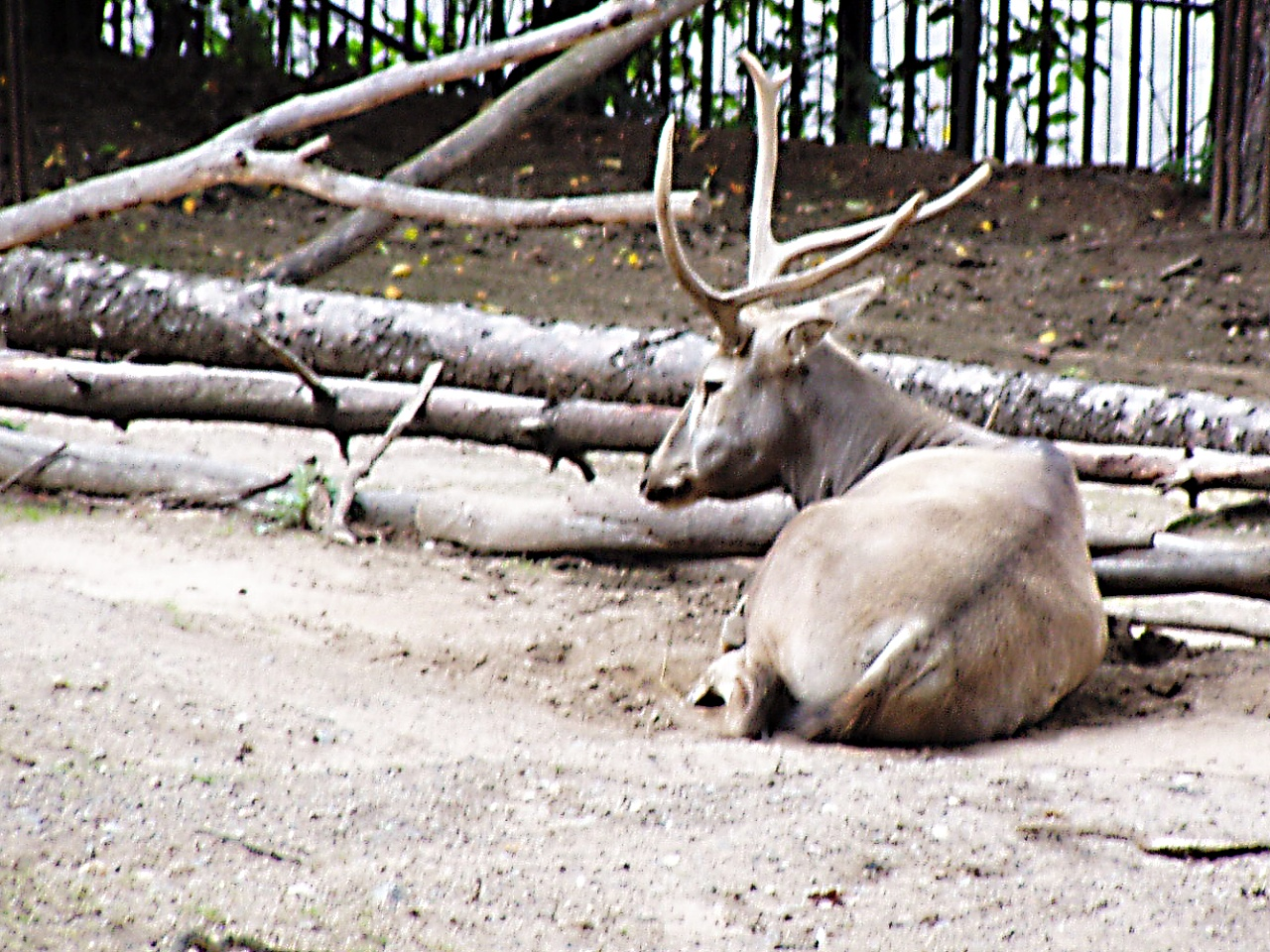
Олень Давида в Московском зоопарке
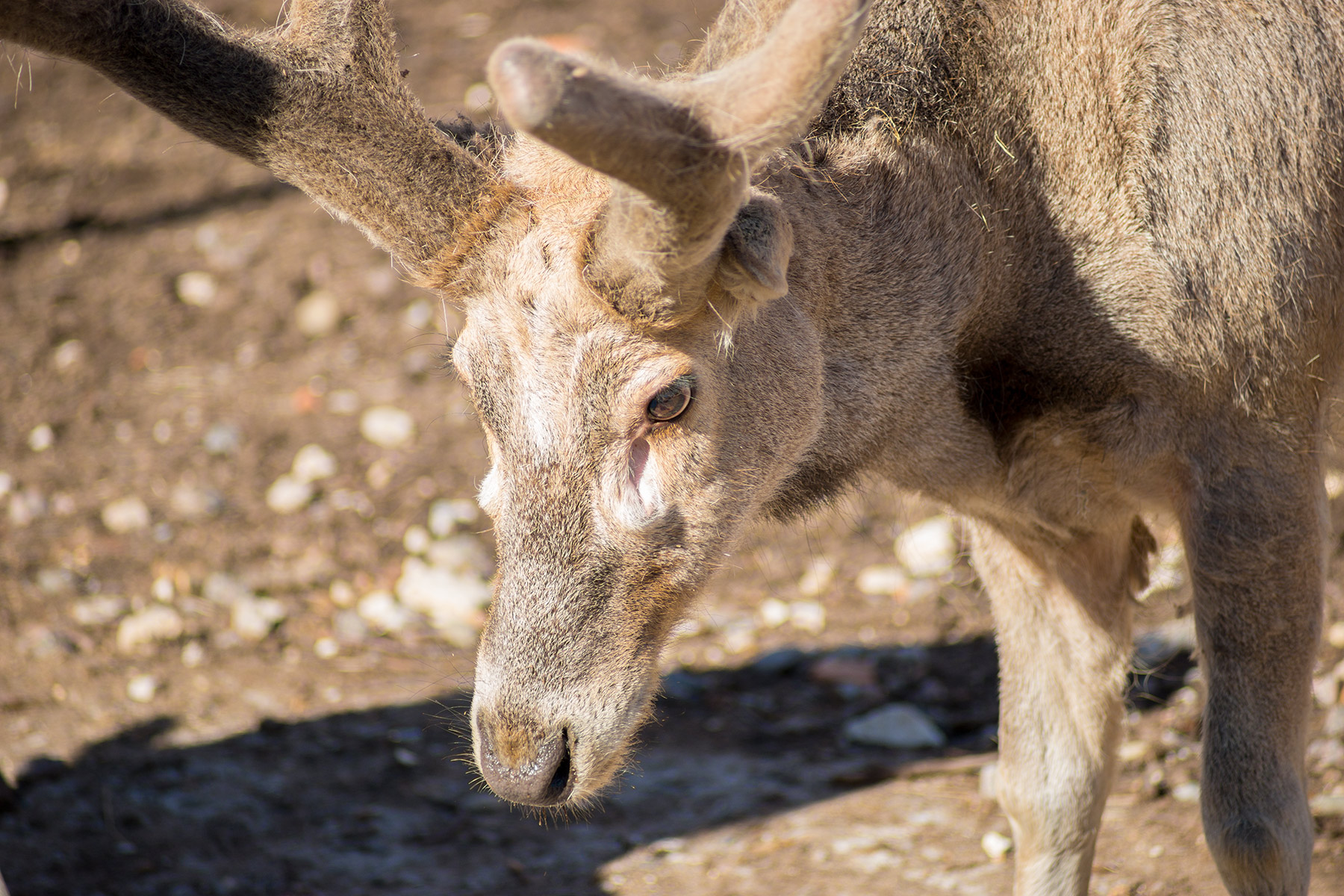
Олень Давида с зимними рогами